# Хере (Прозор-Рама)
Хере је насељено мјесто у општини Прозор-Рама, Босна и Херцеговина.

## Становништво
|             | 2013.        | 1991.         | 1981.         | 1971.         |
| Укупно      | 128 (100,0%) | 270 (100,0%)  | 271 (100,0%)  | 215 (100,0%)  |
| Бошњаци     | 128 (100,0%) | 269 (99,63%)1 | 266 (98,15%)1 | 214 (99,53%)1 |
| Остали      | –            | 1 (0,370%)    | 4 (1,476%)    | 1 (0,465%)    |
| Југословени | –            | –             | 1 (0,369%)    | –             |

1. 1 На пописима од 1971. до 1991. Бошњаци су пописивани углавном као Муслимани.